# Anuk Steffen
Anuk Steffen (* 19. Dezember 2004) ist eine Schweizer Kinderdarstellerin, die durch ihre Titelrolle in der Romanverfilmung Heidi aus dem Jahr 2015 bekannt wurde.

## Leben
Anuk Steffen wuchs in der Graubündner Kantonshauptstadt Chur auf. Nachdem sie bei einem Casting unter 500 Kindern aus Graubünden dafür ausgewählt wurde, spielte sie 2015 die Titelrolle in der von Regisseur Alain Gsponer inszenierten schweizerisch-deutschen Romanverfilmung Heidi neben Bruno Ganz in der männlichen Hauptrolle als Alpöhi und Quirin Agrippi als Geissenpeter. Der Film wurde 2016 in der Kategorie Bester Kinderfilm mit dem Deutschen Filmpreis ausgezeichnet.
Steffen hatte 2015 in einem Interview auf eine entsprechende Frage geantwortet, dass sie in einem nächsten Film gerne eine moderne Rolle in der heutigen Zeit spielen würde, nachdem die Geschichte der Heidi ja im ausgehenden 19. Jahrhundert spielte. Sie deutete aber auch an, dass sie ihre Zukunft nicht unbedingt in einer Schauspielkarriere sieht. Nach ihrem Traumberuf gefragt, sagte sie 2015, dass sie sich für Journalismus interessiert. 2019 spielte Anuk Steffen noch im Kurzfilm Pig Heart mit, konzentrierte sich danach aber zunächst auf ihre berufliche Ausbildung. Sie schloss eine Ausbildung zur Hotelkommunikationsfachfrau an der Swiss School of Tourism and Hospitality ab und ergänzte diese Ausbildung mit der gesundheitlichen Berufsmaturität.

## Filmografie
- 2015: Heidi
- 2019: Pig Heart (Kurzfilm)